# Ischnopteris multistrigata
Ischnopteris multistrigata là một loài bướm đêm trong họ Geometridae.